# Amphoe Mueang Chan

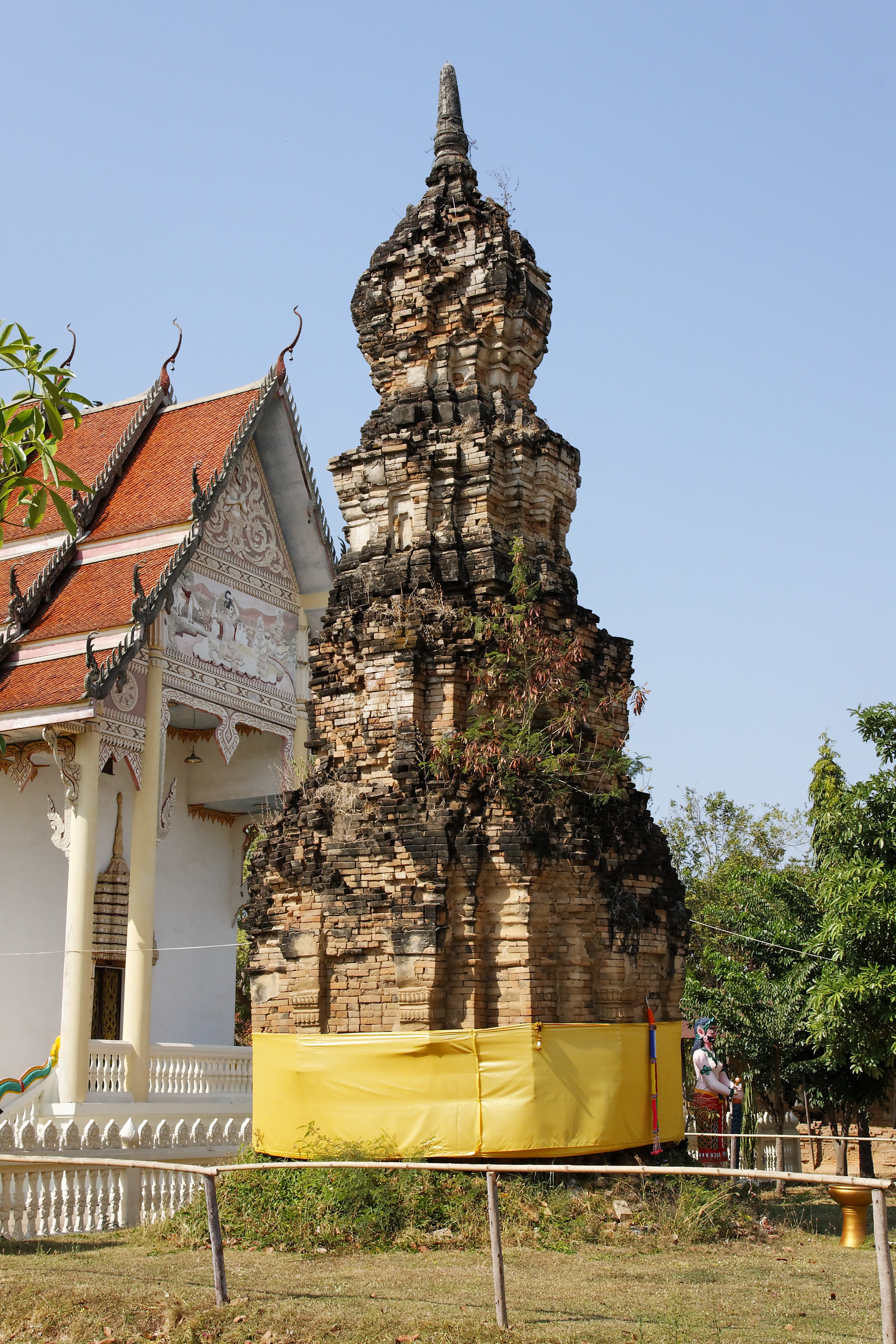
Prasat Ban Mueang Chan

Amphoe Mueang Chan (in Thai อำเภอ เมืองจันทร์) ist ein Landkreis (Amphoe – Verwaltungs-Distrikt) in der Provinz Si Sa Ket. Die Provinz Si Sa Ket liegt in der Nordostregion von Thailand, dem so genannten Isan. 

## Geographie
Amphoe Mueang Chan grenzt an die folgenden Distrikte (von Norden im Uhrzeigersinn): an die Amphoe Pho Si Suwan, Uthumphon Phisai und Huai Thap Than in der Provinz Si Sa Ket, sowie an die Amphoe Samrong Thap, Non Narai und Rattanaburi der Provinz Surin.

## Geschichte
Mueang Chan wurde am 1. April 1992 zunächst als „Zweigkreis“ (King Amphoe) eingerichtet, indem drei Tambon vom Amphoe Uthumphon Phisai abgetrennt wurden. 
Am 11. Oktober 1997 wurde er zum Amphoe heraufgestuft.

## Verwaltung

### Provinzverwaltung
Der Landkreis Mueang Chan ist in drei Tambon („Unterbezirke“ oder „Gemeinden“) eingeteilt, die sich weiter in 52 Muban („Dörfer“) unterteilen.
| Nr. | Name        | Thai     | Muban | Einw. |
| --- | ----------- | -------- | ----- | ----- |
| 1.  | Mueang Chan | เมืองจันทร์ | 25    | 7.885 |
| 2.  | Ta Kon      | ตาโกน    | 15    | 6.176 |
| 3.  | Nong Yai    | หนองใหญ่  | 12    | 3.949 |

### Lokalverwaltung
Es gibt zwei Kommunen mit „Kleinstadt“-Status (Thesaban Tambon) im Landkreis:
- Mueang Chan (Thai: เทศบาลตำบลเมืองจันทร์) besteht aus dem ganzen Tambon Mueang Chan.
- Nong Yai (Thai: เทศบาลตำบลหนองใหญ่) besteht aus dem ganzen Tambon Nong Yai.

Es gibt eine Kommune mit „Kommunalverwaltungsorganisation“-Status (Tambon-Verwaltungsorganisationen) im Landkreis:
- Ta Kon (Thai: องค์การบริหารส่วนตำบลตาโกน)